# 1991年世界ボクシング選手権大会
1991年世界ボクシング選手権大会は、11月15日から23日までオーストラリア・シドニーで開催された。今大会はバルセロナオリンピックの前年に開かれた7回目の世界選手権で、アマチュアボクシングの国際組織である国際アマチュアボクシング協会が主催した。

## メダル獲得者
| 階級                          | 金                                  | 銀                                      | 銅                                                            |
| ----------------------------- | ----------------------------------- | --------------------------------------- | ------------------------------------------------------------- |
| ライトフライ級 (– 48kg)       | エリック・グリフィン アメリカ合衆国 | ロゲリオ・マルセーロ キューバ           | ネルソン・ディーバ プエルトリコ ダニエル・ペトロフ ブルガリア |
| フライ級 (– 51kg)             | イシュトヴァン・コバチ ハンガリー   | 崔鉄洙 北朝鮮                           | Hassan Mustafa エジプト Yuliyan Strogov ブルガリア            |
| バンタム級 (– 54kg)           | セラフィム・トドロフ ブルガリア     | Enrique Carrion キューバ                | Vladislav Antonov ソビエト連邦 Ri Gwang-sik 北朝鮮            |
| フェザー級 (– 57kg)           | Kirkor Kirkorov ブルガリア          | 朴徳奎 韓国                             | ホシネ・ソルタニ アルジェリア アルナルド・メサ キューバ       |
| ライト級 (– 60kg)'            | マルコ・ルドルフ ドイツ             | アルツール・グレゴリアン ソビエト連邦   | Justin Rowsell オーストラリア Vasile Nistor ルーマニア        |
| ライトウェルター級 (– 63.5kg) | コンスタンチン・チュー ソビエト連邦 | バーノン・フォレスト アメリカ合衆国     | Moses James ナイジェリア Candelario Duvergel キューバ         |
| ウェルター級 (– 67kg)         | ファン・エルナンデス キューバ       | Andreas Otto ドイツ                     | Francisc Vastag ルーマニア Stephen Scriggins オーストラリア   |
| ライトミドル級 (– 71kg)       | ファン・レムス キューバ             | Israel Akopkokhyan ソビエト連邦         | Torsten Schmitz ドイツ Ole Klemetsen ノルウェー               |
| ミドル級 (– 75kg)             | Tommaso Russo イタリア              | アレクサンドル・レブジアク ソビエト連邦 | クリス・ジョンソン カナダ Ramón Garbey キューバ               |
| ライトヘビー級 (– 81kg)       | トルステン・マイ ドイツ             | Andrey Kurnyavka ソビエト連邦           | Mehmet Gurgen トルコ Robert Dale Brown カナダ                 |
| ヘビー級 (– 91kg)             | フェリックス・サボン キューバ       | アーノルド・ワンデルリージェ オランダ   | デビッド・トゥア ニュージーランド 蔡成培 韓国                 |
| スーパーヘビー級 (+ 91kg)     | ロベルト・バラド キューバ           | スビレン・ルシノフ ブルガリア           | Yevgeny Belousov ソビエト連邦 ラリー・ドナルド アメリカ合衆国 |